# Museum Wetzikon

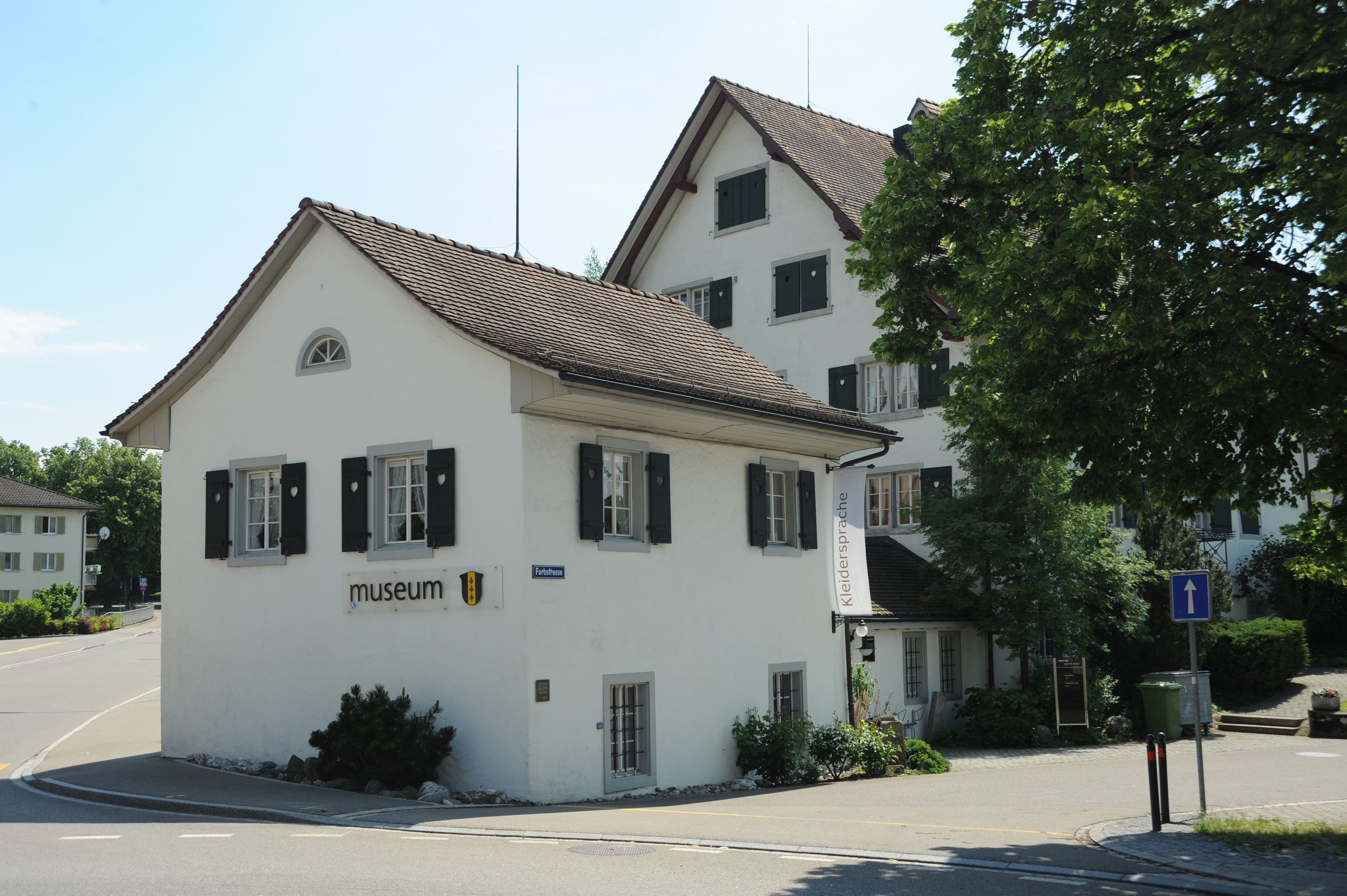
Das Museum Wetzikon befindet sich an der Farbstrasse 1

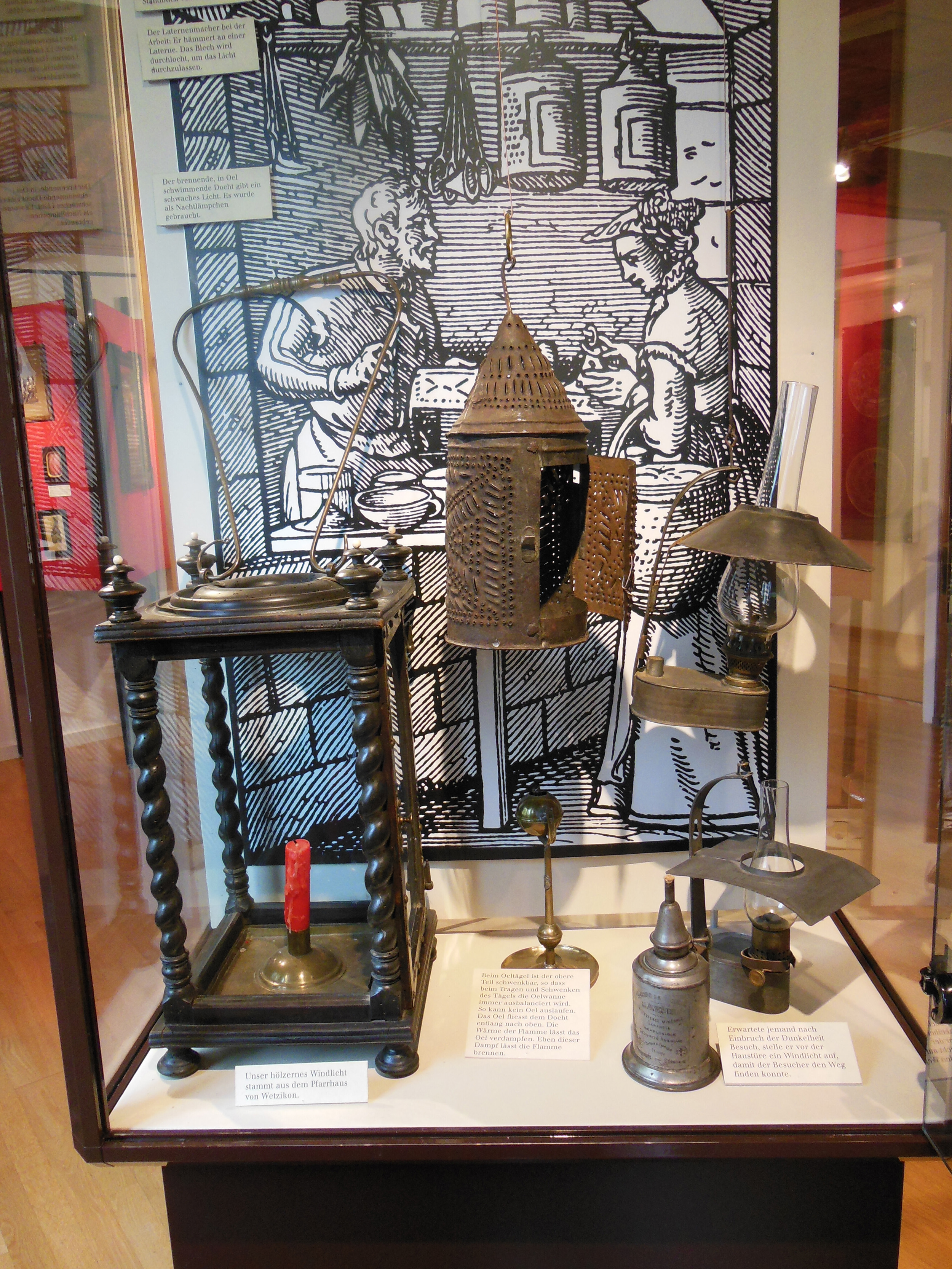
Vitrine zum Thema Licht im Museum Wetzikon (ZH)

Das Museum Wetzikon ist eine Zürcher Gedächtnisinstitution mit einem öffentlichen Auftrag zur Sammlung von Kulturerbe. Es befindet sich im Zentrum von Wetzikon, Kanton Zürich, in einem historischen Gebäude aus dem Jahr 1758 und macht die Geschichte Wetzikons erlebbar.
Die Sammlung wurde 1891 von der antiquarischen Gesellschaft Wetzikon gegründet und seitdem kontinuierlich erweitert. Durch den Pfahlbauforscher Jakob Messikommer, der über Jahrzehnte im Robenhausener Ried forschte, gelangten viele archäologische Objekte in die Sammlung. Steinbeile, gesponnene Leinenfäden und botanische Überreste erlauben Einblicke in das Leben der Feuchtbodensiedlungen am Südufer des Pfäffikersees.
Der römische Gutshof von Wetzikon-Kempten ist gut dokumentiert durch zahlreiche Kleinfunde und architektonische Zeugen wie Säulen, Fresken oder eine Bodenheizung. Bis in die aktuelle Zeit finden sich Objekte aus Arbeiterhaushalten oder Fabrikantenvillen. Thematische Wechselausstellungen sowie eine kleine Bibliothek runden das Angebot ab.